# عبدالکریم یکم
عبدالکریم بن محمد معروف به عبدالکریم اول یا عبدالکریم یکم یکی از شاهان مرعشی تبرستان بود که یک ماه پس از آن‌که پدرش، محمد بن مرتضی، در سال ۸۵۶ درگذشت به ساری آمد و بر مسند حکومت نشست.

## غصب کوتاه مدت آمل
«سید کمال‌الدین بن قوام‌الدین دوم» حکومت آمل را پس از مرگ پدرش بدست گرفت و با تابعیت از محمد بن مرتضی به حکومت ادامه می‌داد. بهرام، ولد اسکندر روزافزون، به محمد پیشنهاد نمود که حکومت آمل از کمال‌الدین بگیرد و به یکی از پسران خویش اهدا کند. وقتی محمد، کمال‌الدین را به ساری فراخواند، او از سر باز زد. در نتیجه کمال‌الدین در نبردهای پیش‌آمده شکست خورد و به تنکابن پناهنده شد و عبدالکریم حکومت آمل بدست گرفت. ولی مخالفت طرفداران کمال‌الدین آغاز شد و آملیان پس از علنی کردن حمایت خود از کمال‌الدین، عبدالکریم بن محمد را از شهر خارج نمودند.

## دوران حکومت
«دو مهرهٔ اصلی» حکومت عبدالکریم یکم، یعنی «بهرام روزافزون» و «عزیز بابلکانی»، به «جنگ قدرت» دچار گشتند، که به مرگ بهرام روزافزون انجامید. در آمل نیز وقتی سید مرتضی درگذشت، فرزند وی، شمس‌الدین، نتوانست توجه آملیان را جلب نماید.

## ارتباط با تیموریان
عبدالکریم پیش از آن که به حکومت رسد، جهت کسب آموزش‌های ملک‌داری در «دیوان اعلی» یا در اردوگاه «میرزا جهان شاه بن قرا یوسف» به سر می‌برده‌است.
حکومت وی مقارن با مرگ شاهرخ تیموری و اختلاف بر سر جانشینی او در هرات بود که موجب شد چندی بر سلطه و اقتدار تیموریان بر ولایات گوناگون من‌جمله مازندران خلل ایجاد شود. در سال ۸۵۲ نیز این درگیری‌ها به حکومت «بابر پسر بایسنقر پسر شاهرخ» انجامید.
به علت دیرکرد ارسال باج و خراج مازندران، بابر (سلطان تیموری) قصد مازندران کرد و با لشکر خراسان بدانجا رفت. عبدالکریم یکم نیز در «صحرای قراطوغان» با وی جنگید. در این نبرد پس از مرگ سید عزیز بابلکانی، عبدالکریم چون تاب مقاومت نداشت، گریخت و به جنگل پناه جست. مدتی بعد دو گروه صلح کردند و قرار شد تا عبدالکریم مانند پیش خراج دهد. سپس وی به ساری رفت و منصب عزیز بابلکانی را به پسر وی، شمس‌الدین، اهدا نمود.

## مرگ
پس از مرگ «سید شمس‌الدین بن مرتضی»، حاکم آمل، نیز حکومت آن شهر به دستور عبدالکریم به دست «اسدالله بن حسن بن رضی‌الدین» رسید. عبدالکریم یکم در روز چهارشنبه، ۵ ربیع‌الاول ۸۶۵ هجری‌قمری، درگذشت.